# Alton (Staffordshire)
Alton – wieś w Anglii, w hrabstwie Staffordshire, w dystrykcie Staffordshire Moorlands. Leży nad rzeką Churnet, 25 km na północny wschód od miasta Stafford i 203 km na północny zachód od Londynu.
W pobliżu wsi znajduje się park rozrywki Alton Towers.